# Briaucourt (Haute-Saône)
Briaucourt település Franciaországban, Haute-Saône megyében. Lakosainak száma 250 fő (2022. január 1.). Briaucourt Ainvelle, Abelcourt, Conflans-sur-Lanterne, Francalmont, Plainemont és Velorcey községekkel határos.

## Népesség
A település népességének változása:
| Lakosok száma | 249  | 248  | 253  | 239  | 235  | 238  | 237  | 243  | 250  |
|               | 2013 | 2015 | 2016 | 2017 | 2018 | 2019 | 2020 | 2021 | 2022 |